# Portale (architettura)

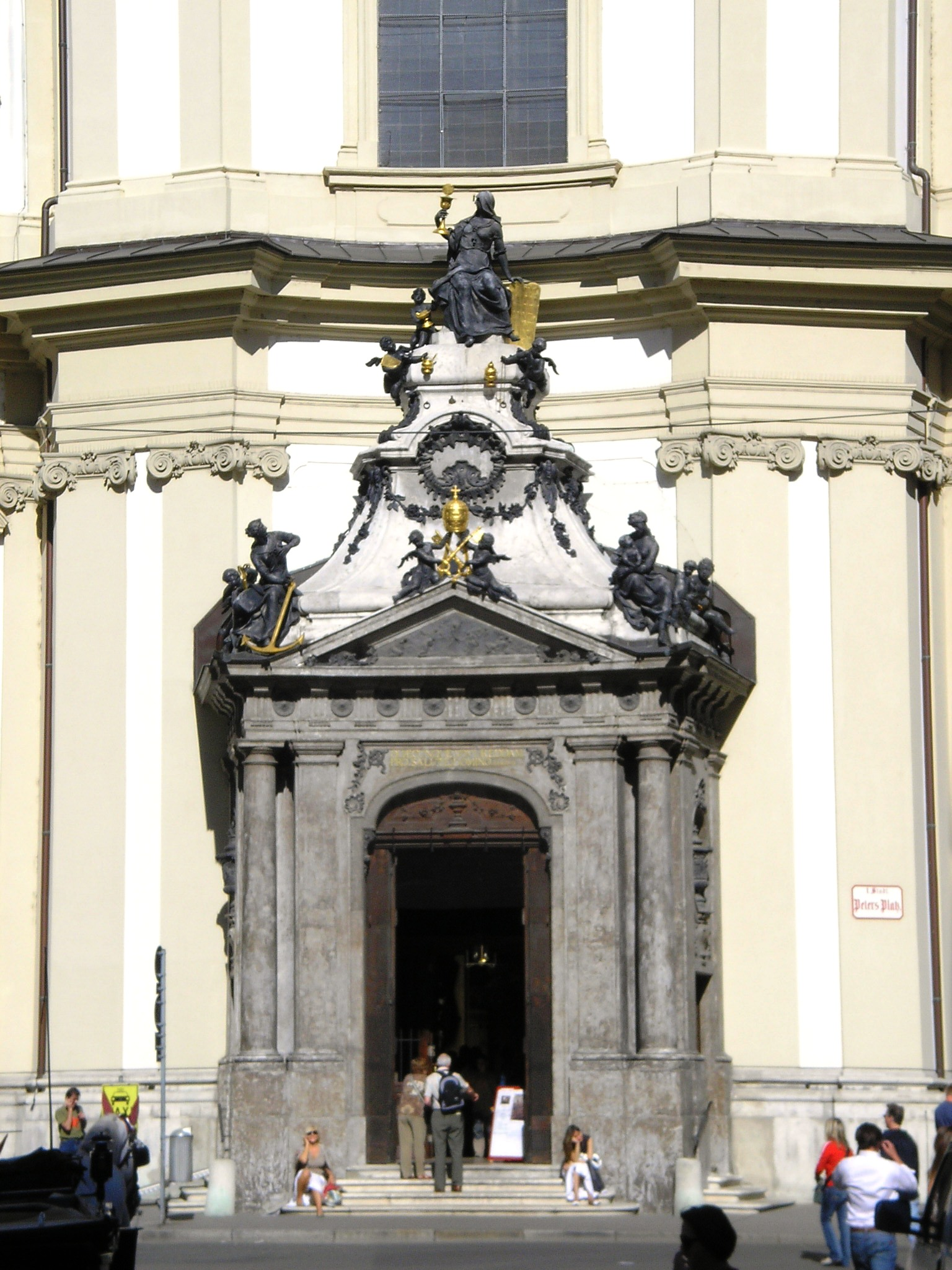
Portale della Peterskirche, Vienna

Un portale in architettura è una porta monumentale di un edificio, che generalmente dà all'esterno.

## Storia
L'uso dei portali si sviluppò sin dall'epoca romana, ma il maggior fiorire di portali monumentali si ebbe in epoca medievale. In particolare con l'architettura romanica e gotica si ebbero portali di edifici religiosi magnificamente decorati da sculture, colonne ed altri elementi e geometrie ad arco.
Il portale ha una sua simbologia religiosa. Esso ha una valenza funzionale e mistica e richiama Cristo, Porta delle pecore, Porta della Salvezza. Nelle celebrazioni liturgiche del Battesimo, del Matrimonio, delle Esequie, i fedeli sono accolti alla porta della chiesa. Il portale è il segno di Cristo che disse: " Io sono la porta del gregge" (Vangelo di Giovanni 10, 7) e insieme di tutti coloro che hanno percorso la via della santità, che conduce alla casa di Dio. Chi entra sa che deve rispettare il luogo e deve essere ricettivo di ciò che dice tale ambiente, pronto a vivere un'esperienza religiosa.

## Alcuni tipi di portale
- Portale strombato: si dice di un portale circondato da più cornici decrescenti che scavano la muratura fino all'apertura vera e propria
- Portale con protiro: portale affiancato da due colonne che sorreggono una copertura, generalmente a volta a botte
- Portale bugnato: portale circondato da una cornice a bugne

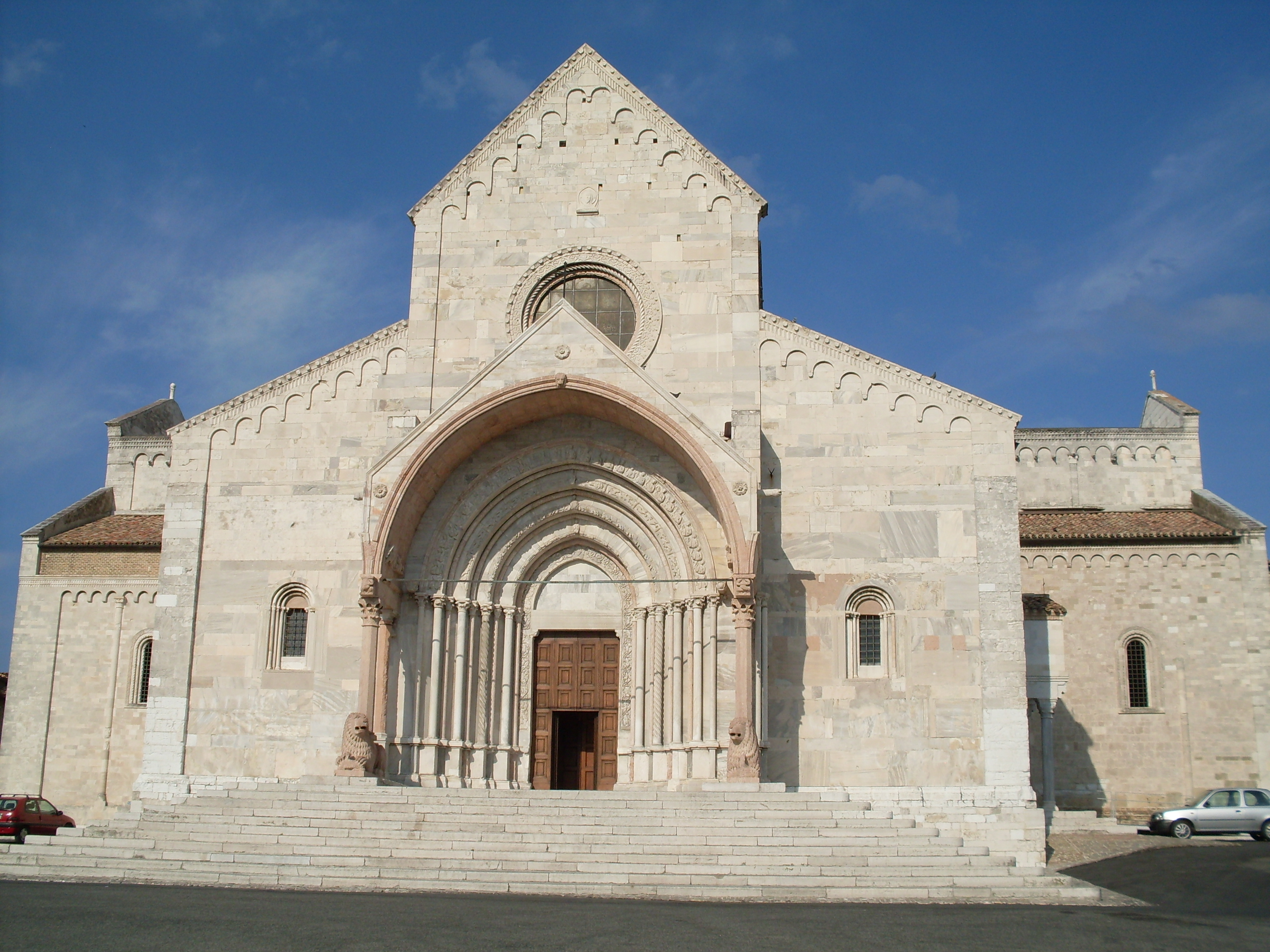
Il portale strombato con protiro del Duomo di Ancona, Giorgio da Como.
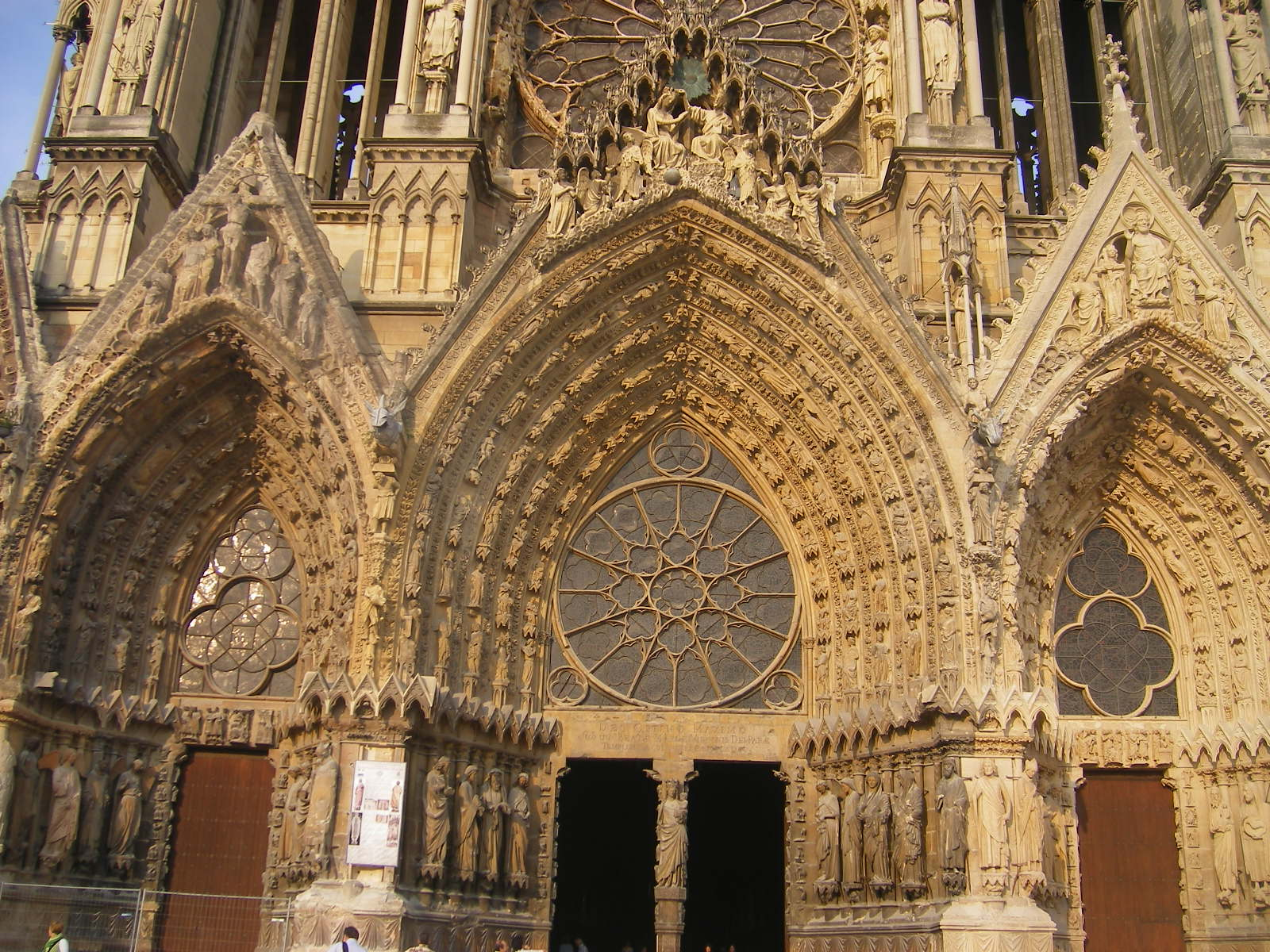
I ricchissimi Portali gotici strombati della Cattedrale di Notre-Dame a Reims, Francia.
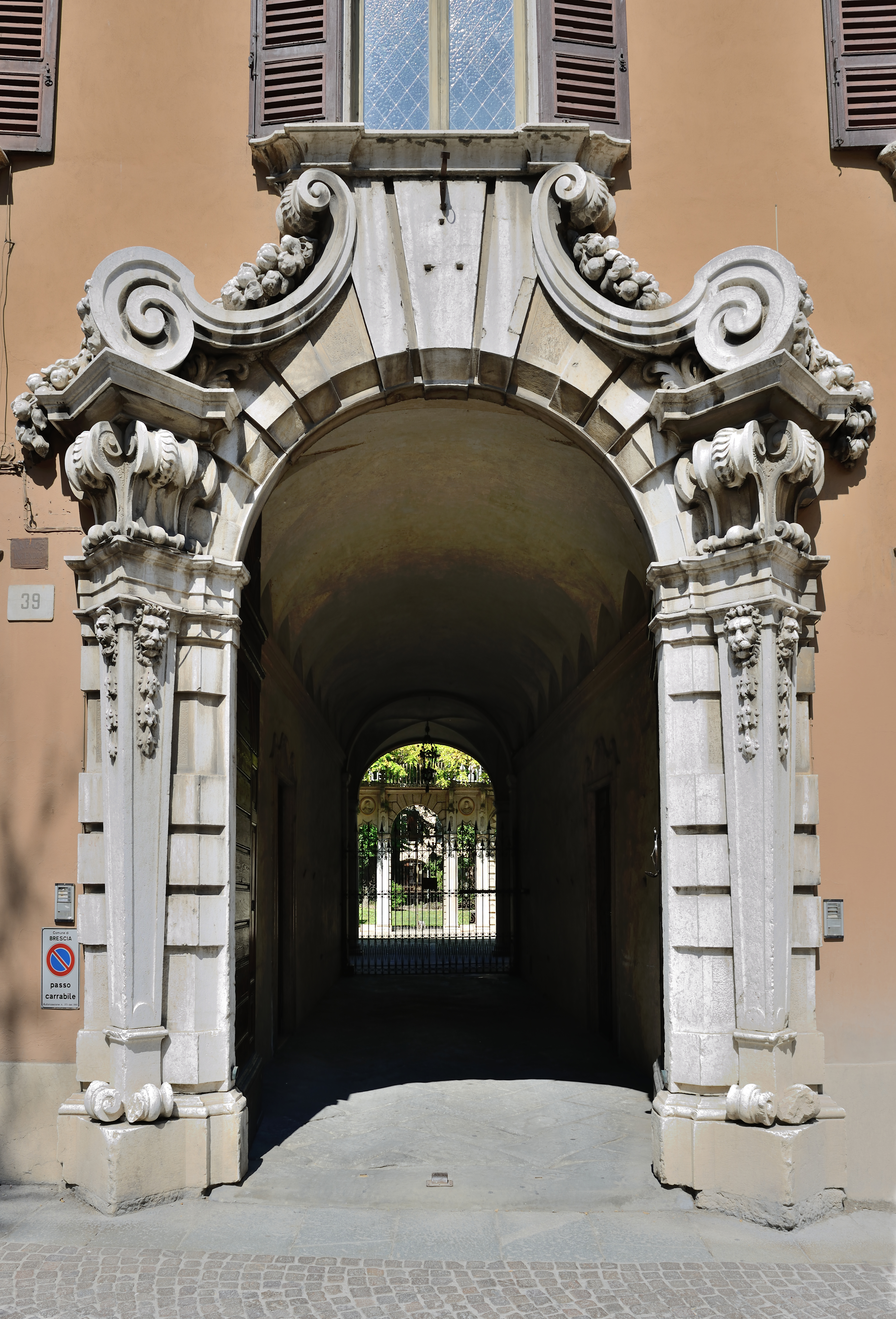
Portale barocco a Brescia